# ピーパッチ島
ピーパッチ島 (ピーパッチとう、Pea Patch Island) はアメリカ合衆国デラウェア州 ニューキャッスル郡に属する長さ 1.6 キロメートルほどの小島で、デラウェア川がデラウェア湾に流れ込む河口部の河道中央付近にある。海抜がほとんどない湿地となっている。デラウェアシティーが真正面に見渡せ、ニュージャージー州側にはフィンズポイントが見える。かつては軍の防衛戦略拠点だったが、現在は州が全島を所有しておりデラウェア砦州立公園となっている。
この島は18世紀になって泥の浅瀬として出現した。伝承によれば、エンドウ豆を積んだ船がここで座礁して積み荷をばらまいてしまい、その後ここで植物が育つようになったという。1790年代にピエール・レンファンがニューキャッスルやフィラデルフィアの防衛にこの島を用いることを提案し、1814年にはデラウェア砦が建設できるほどの大きさになっていた。オリジナルの木造砦は1859年にレンガとコンクリート造りの現在の砦に建て替えられた。南北戦争中は北軍により南軍捕虜の収容所として使用された。特に1863年のゲティスバーグの戦いの際に捕虜になった者が多かった。ここで死んだ者の多くが、近くのニュージャージー州にあるフィンズポイント国立墓地に埋葬された。20世紀に入り米国陸軍工兵隊が島周囲の水路を浚渫した。このとき発生した土砂を用いて島の北側部分を埋め立てたことで面積が倍増した。
デラウェア、ニュージャージーの両岸いずれからもフェリーが運航されている。この島は歴史ある州立公園というだけでなく、周囲の湿地が渡り鳥の重要な中継地となっており、フロリダ以北で全米最大のサギ類の集団営巣地である。